# Wiesław Perzanowski
Wiesław Antoni Perzanowski (ur. 16 grudnia 1951 w Gołdapi) – polski polityk, nauczyciel, senator II kadencji.

## Życiorys
W latach 1991–1993 był senatorem II kadencji z ramienia Wyborczej Akcji Katolickiej, wybranym w województwie ostrołęckim. Od lat 90. pełnił funkcję dyrektora delegatury kuratorium mazowieckiego w Ostrołęce. Po odwołaniu wrócił do pracy jako nauczyciel wiedzy o społeczeństwie w I Liceum Ogólnokształcącym w Ostrołęce.
Przez kilkanaście lat należał do ZChN. Jako jego członek bez powodzenia kandydował do Senatu w 2001 z ramienia Ligi Polskich Rodzin. Później związał się z Chrześcijańskim Ruchem Samorządowym oraz Prawem i Sprawiedliwością, z którego listy w 2006 bezskutecznie ubiegał się o mandat w radzie powiatu ostrołęckiego. W 2007 bez powodzenia startował do Sejmu jako bezpartyjny kandydat z listy LPR, a w 2014 do sejmiku z ramienia Mazowieckiej Wspólnoty Samorządowej. Został pełnomocnikiem powołanego w 2015 Stowarzyszenia Chrześcijańsko-Narodowego w okręgu siedleckim. W 2018 i 2024 ponownie startował na radnego powiatu ostrołęckiego.

## Odznaczenia
W 2009, za zasługi w działalności społecznej, za osiągnięcia w pracy pedagogicznej, został odznaczony przez prezydenta Lecha Kaczyńskiego Srebrnym Krzyżem Zasługi.